# フォクシー (KOF)
フォクシー（Foxy）は、SNK（SNKプレイモア）の対戦型格闘ゲーム『ザ・キング・オブ・ファイターズ』シリーズに登場する架空の人物。担当声優は池澤春菜。

## キャラクター設定
『ザ・キング・オブ・ファイターズ』（以下『KOF』と表記）の第7作目『KOF2000』（以下『2000』と表記）から登場する女性戦士。
秘密結社「ネスツ」の女性幹部で、相方にダイアナがいる。彼女たちはネスツの強化兵士クーラ・ダイアモンドの後見人および監視役をしている。
白銀の長髪に太い帯状の青紫色の布を巻き付けるようにして束ね、ベージュ色の長袖トップスと同色のスラックスと赤い袖なしの長い上着を着用している。年齢は28歳。
初出作品の『2000』では、ストーリー中ではダイアナとともにゼロ(クローン)のネスツ占領計画を阻止し、対人戦にてクーラのアナザーストライカーとして登場する。
『KOF2001』（以下『2001』と表記）ではK9999とアンヘル、クーラとともに正規にネスツチームのメンバーとして参加し、個別使用キャラクターとして登場する。なお、ネスツチーム以外のチームでストーリーを進めるとK9999とアンヘルに裏切られて不意打ちをくらい再起不能となる(ただし、一命はとりとめている)。
『KOF2002』（以下『2002』と表記）ではクーラのサポート扱いとしてのみ登場するが、バージョンアップ版の『2002 UNLIMITED MATCH』（以下『2002UM』と表記）では再び個別使用キャラクターとして登場する。『2002UM』のチームストーリーではクーラやアンヘルをまとめるチームリーダーとして参加するが、クローンチームの参加に不安を感じ、ネームレスの存在に注目している。
『KOF XIII』ではクーラのNEO MAX超必殺技「ネオ・フリーズエクスキュージョン」の演出時、または勝利時に姿を見せる。

## 技の解説

### 通常投げ
第三の鍵
近距離で相手を剣で刺す。
第十二の鍵
相手の後ろに回り込んで剣で刺す。

### 特殊技
七つの金属
剣を突き出す。
七つの鉱物
剣を振り下ろす。
七つの循環
剣を使った上段受け。
七つの蒸留
剣を使った下段受け。

### 必殺技
ユニコーンの角
針を飛ばす飛び道具技。
プレニルニウム
剣を持ち上げて、半円を描くようにふるう。
知恵の樹
スライディングの後、切り付ける。
月の銀
「知恵の樹」のヒット前に使用可能な追加技。弧を描いてはね、下方向に切り付ける。

はじまりの樹
前進して、剣で突きさす。
ノアの記憶
「はじまりの樹」の追加技。剣を振り上げる。
七重の星
「はじまりの樹」の追加技。攻撃を受け止める。

大気の憧憬
高速移動技。

### 超必殺技
白鳥の詩
突撃した後で、連続攻撃をしかける。
知識の木
「白鳥の詩」の追加技。スライディングキックの後、切り上げる。
月の銀
「白鳥の詩」の追加技。「知恵の樹」の追加技と同じ。弧を描いてはね、下方向に切り付ける。

惑星の祈り
MAX超必殺技。空中から剣を振り下ろして、前方から手前に巨大な衝撃波を出す。
みつバチ
『2001』ではMAX超必殺技、『2002UM』ではMAX2。剣を構えてオーラを纏って突撃し、ヒットすると相手と相打ち、ガードされると自分の負けとなる。
シュレディンガーの猫
『2002UM』で追加された超必殺技。髪に巻いている布を解いた旗で剣を包んで、「プレニルニウム」を出し、ヒットした相手を旗に包み、何度も「月の銀」を出す。

### ストライカー動作
ホーネットニードル
『2000』の遠距離時のストライカー動作。針を飛ばす。
月の銀
『2000』の近距離時、および『2001』のストライカー動作。弧を描いてはね、下方向に切り付ける。

## 関連人物
- クーラ・ダイアモンド - 『KOF2001』と『KOF2002UM』のチームメイト。
- ダイアナ - 組織の同僚。
- K9999 - 『KOF2001』のチームメイトだが、裏切られた。
- アンヘル - 『KOF2001』と『KOF2002UM』のチームメイトだが、『KOF2001』にて裏切られた。
- イグニス - 組織の上司だが、嫌っている。